# Marguerittes
 Marguerittes  es una población y comuna francesa, en la región de Languedoc-Rosellón, departamento de Gard, en el distrito de Nimes y cantón de Marguerittes.

## Demografía
| 2030 | 2548 | 3150 | 5149 | 7548 | 8181 |
| Para los censos de 1962 a 1999 la población legal corresponde a la población sin duplicidades (Fuente: INSEE [Consultar]) |      |      |      |      |      |